# Antananarywa
Antananarywa (Antananarivo, potocznie Tana) – stolica Madagaskaru i prowincji Antananarywa. Położona jest w środkowej części wyspy, nad rzeką Ikopa, na wysokości ok. 1400 m n.p.m. Antananarywa jest największym miastem na wyspie, stanowiącym centrum administracyjne, gospodarcze, naukowe i komunikacyjne kraju. Rozwinął się tu przemysł spożywczy, tytoniowy i włókienniczy. Znajdują się tu wyższe uczelnie University of Madagascar oraz Collège Rural d'Ambatobe.

## Nazwa miasta
Nazwa miasta Antananarywa oznacza „Miasto Tysiąca". W okresie kolonialnym i przez kilka lat po proklamacji niepodległości (do 1976) używano formy Tananarywa (Tananarive). W języku malgaskim nazwę tę wymawia się „Tananariwu".

## Historia
Antananarywa została założona w 1625 i była stolicą wodzów Hova. W 1797 została stolicą królestwa ludu Merina. Dzięki podbojom króla Radamy I stała się wkrótce stolicą nieomal całego Madagaskaru. W 1895 miasto zajęli Francuzi i włączyli je do protektoratu Madagaskaru.
Początkowo miasto zbudowane było z kamieni i cegły. W XIX w. zostało przebudowane na wzór europejski. Wtedy też powstały liczne pałace m.in.: królewski oraz zamożnych rodów, gmachy rządowe, siedziba francuskiego protektoratu, katedry anglikańska i katolicka, które zlokalizowano w centrum.

## Zabytki oraz interesujące miejsca
- Pałac Królowej
- Pałac Andafiavaratra
- Katedra Niepokalanego Poczęcia Najświętszej Maryi Panny
- Świątynia Ambohipotsy
- Plac Andohalo
- Rynek Zoma
- Park Ambohijatovo

## Informacje ogólne
- Powierzchnia: 85 km²
- Ludność: 1 274 225
- Gęstość zaludnienia: 15 000 os./km²

## Gospodarka
- Bogactwa naturalne: chrom, grafit, boksyty, żelazo, węgiel, ropa naftowa
- Przemysł: lekki, drzewno-papierniczy, spożywczy, elektromaszynowy
- Turystyka
- Węzeł komunikacyjny

## Transport
Międzynarodowe lotnisko Ivato zlokalizowane jest na północny zachód od miasta. 

## Geografia
- Maksymalna wysokość: 1 431 m (Pałac Królewski)
- Klimat: umiarkowany

### Klimat
| Miesiąc                                    | Sty   | Lut   | Mar   | Kwi  | Maj  | Cze | Lip  | Sie | Wrz | Paź  | Lis   | Gru   | Roczna |
| ------------------------------------------ | ----- | ----- | ----- | ---- | ---- | --- | ---- | --- | --- | ---- | ----- | ----- | ------ |
| Rekordy maksymalnej temperatury [°C]       | 33    | 32    | 31    | 31   | 29   | 27  | 27   | 29  | 33  | 35   | 34    | 33    | 35     |
| Średnie temperatury w dzień [°C]           | 25    | 26    | 25    | 25   | 23   | 21  | 20   | 21  | 23  | 25   | 26    | 26    | 23     |
| Średnie temperatury w nocy [°C]            | 17    | 17    | 16    | 15   | 13   | 11  | 10   | 10  | 11  | 13   | 15    | 16    | 14     |
| Rekordy minimalnej temperatury [°C]        | 12    | 11    | 11    | 7    | 4    | 1   | 3    | 2   | 3   | 6    | 6     | 11    | 1      |
| Opady [mm]                                 | 270.5 | 256.9 | 183.1 | 50.5 | 20.1 | 7.2 | 11.1 | 15  | 9.5 | 66.6 | 170.8 | 304.1 | 1365,3 |
| Średnia liczba dni deszczowych             | 18    | 17    | 17    | 9    | 6    | 6   | 8    | 9   | 4   | 8    | 14    | 20    | 136    |
| Źródło: Weatherbase Weatherbase 06.08.2013 |       |       |       |      |      |     |      |     |     |      |       |       |        |

## Osoby związane z miastem
- D’Gary (ur. 1961) – gitarzysta
- Gabriel Ramanantsoa (1906–1979) – polityk, prezydent Madagaskaru w latach 1972–1975
- Raymond Ranjeva (ur. 1942) – prawnik, sędzia Międzynarodowego Trybunału Sprawiedliwości

## Galeria zdjęć

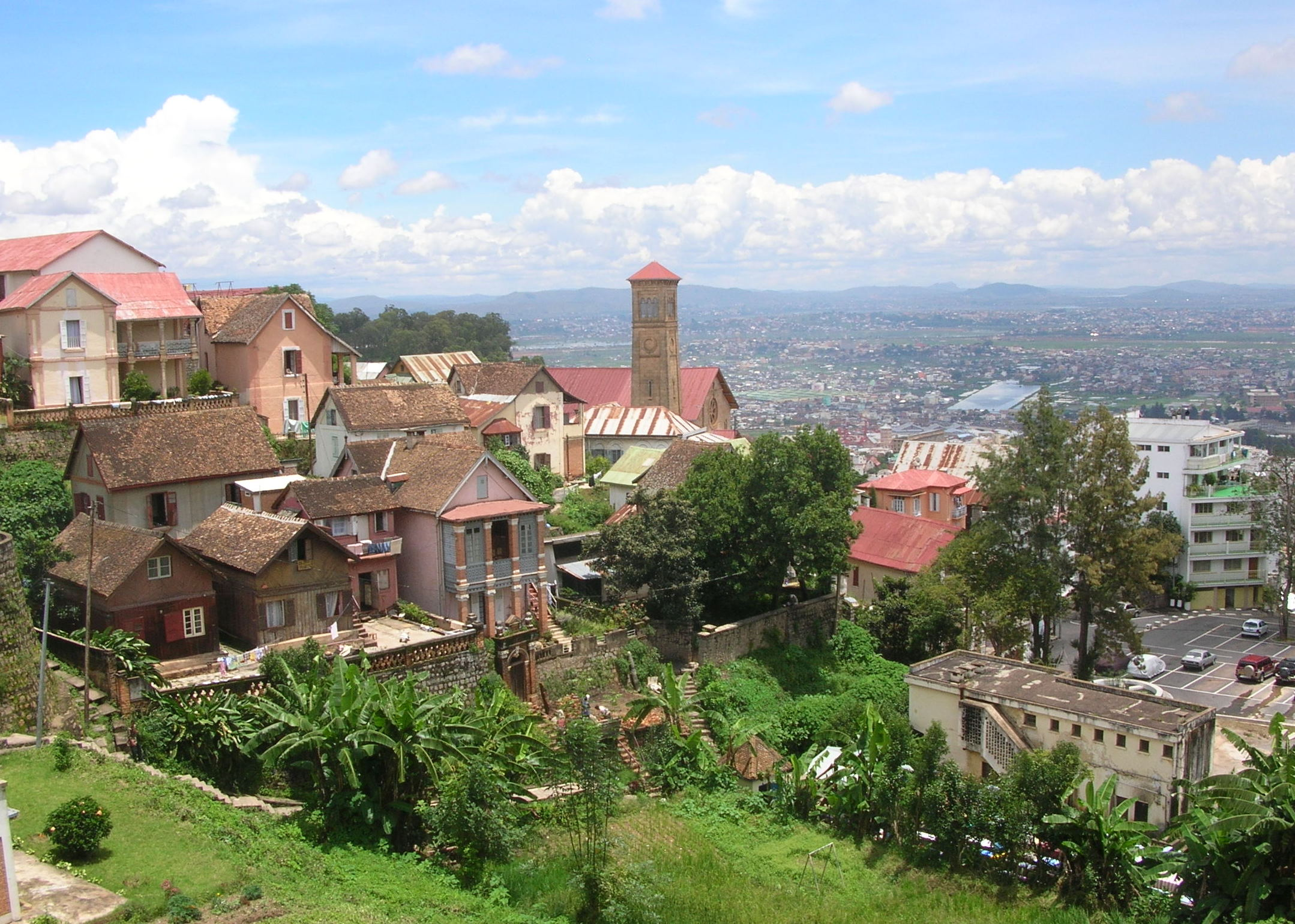
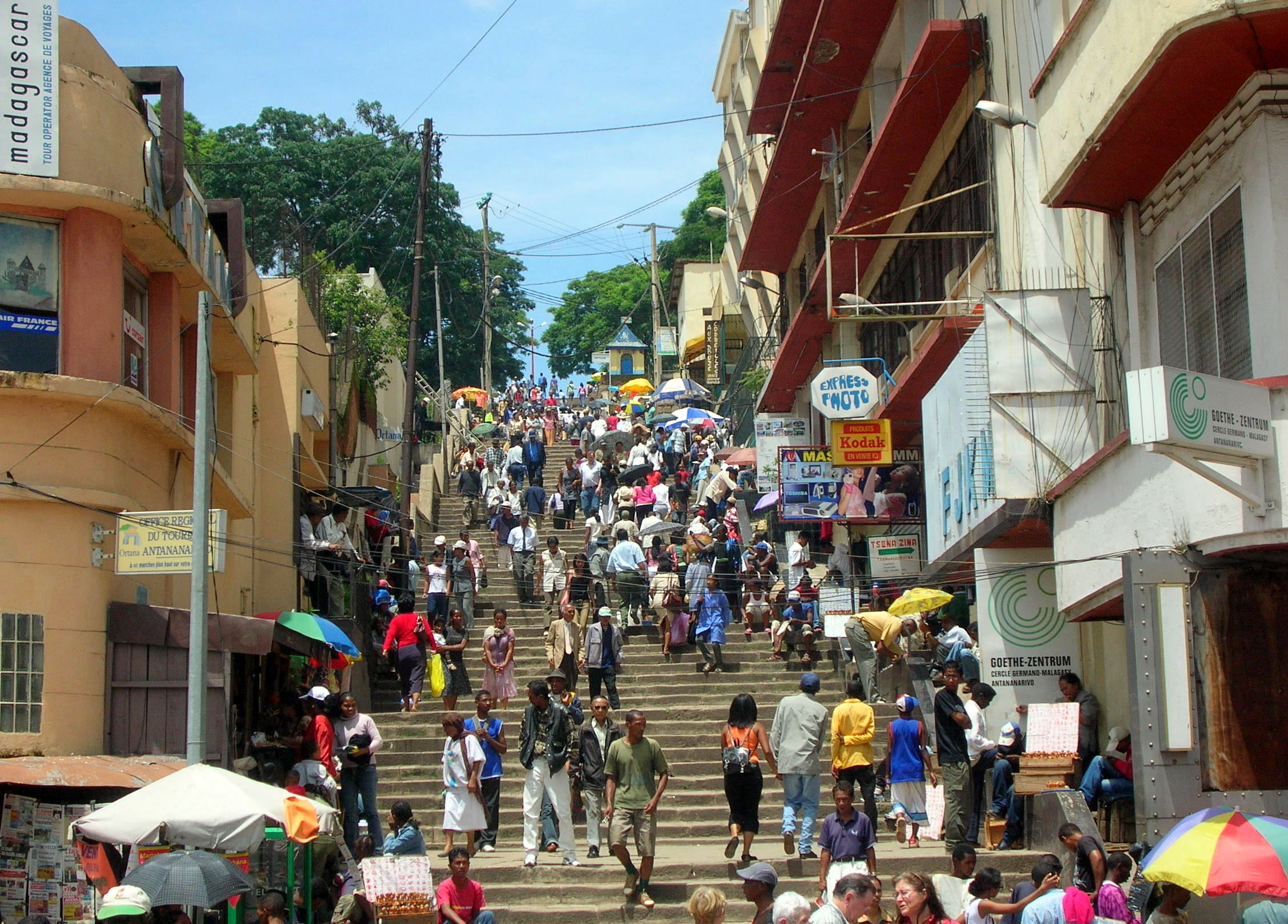
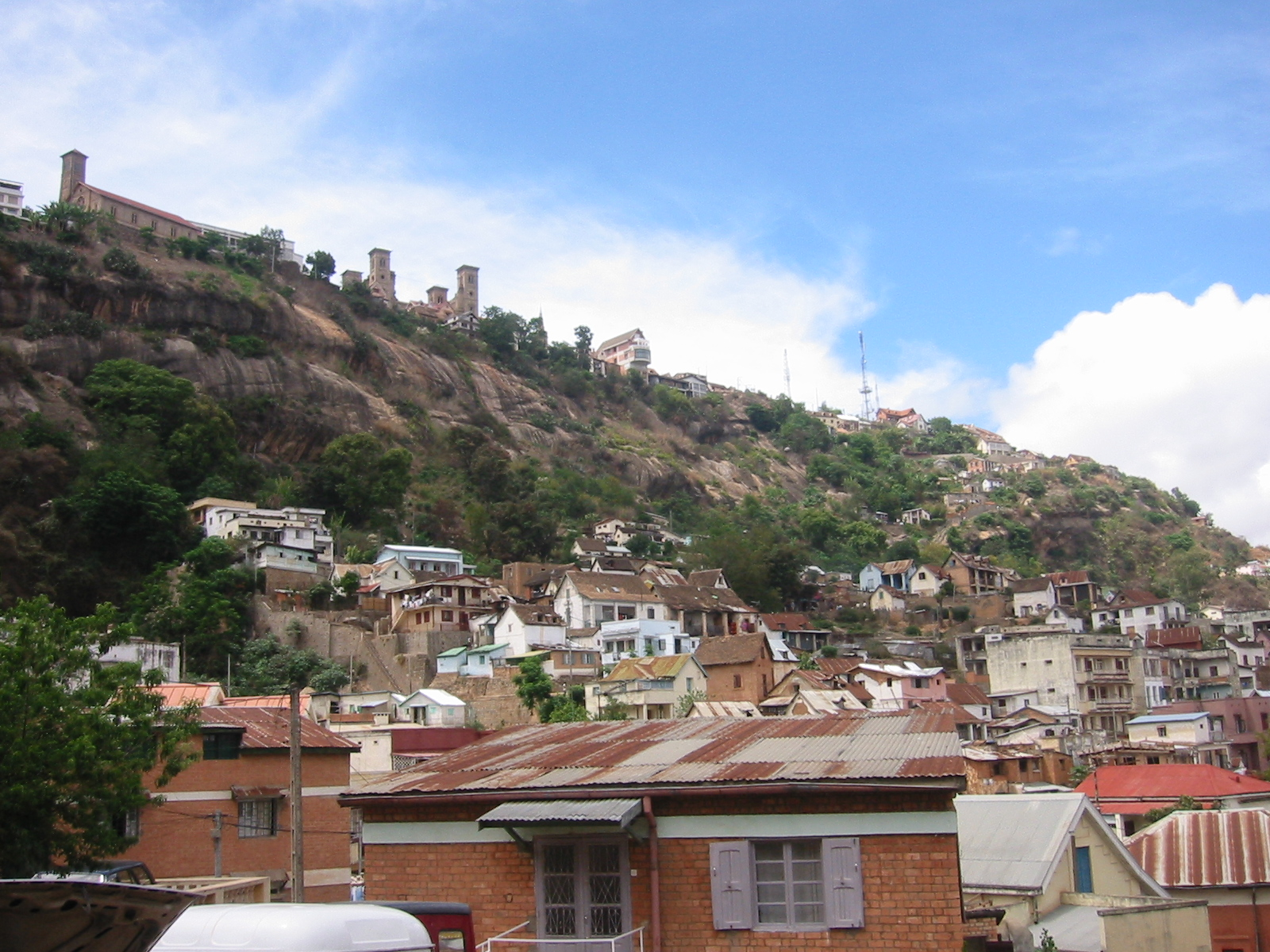
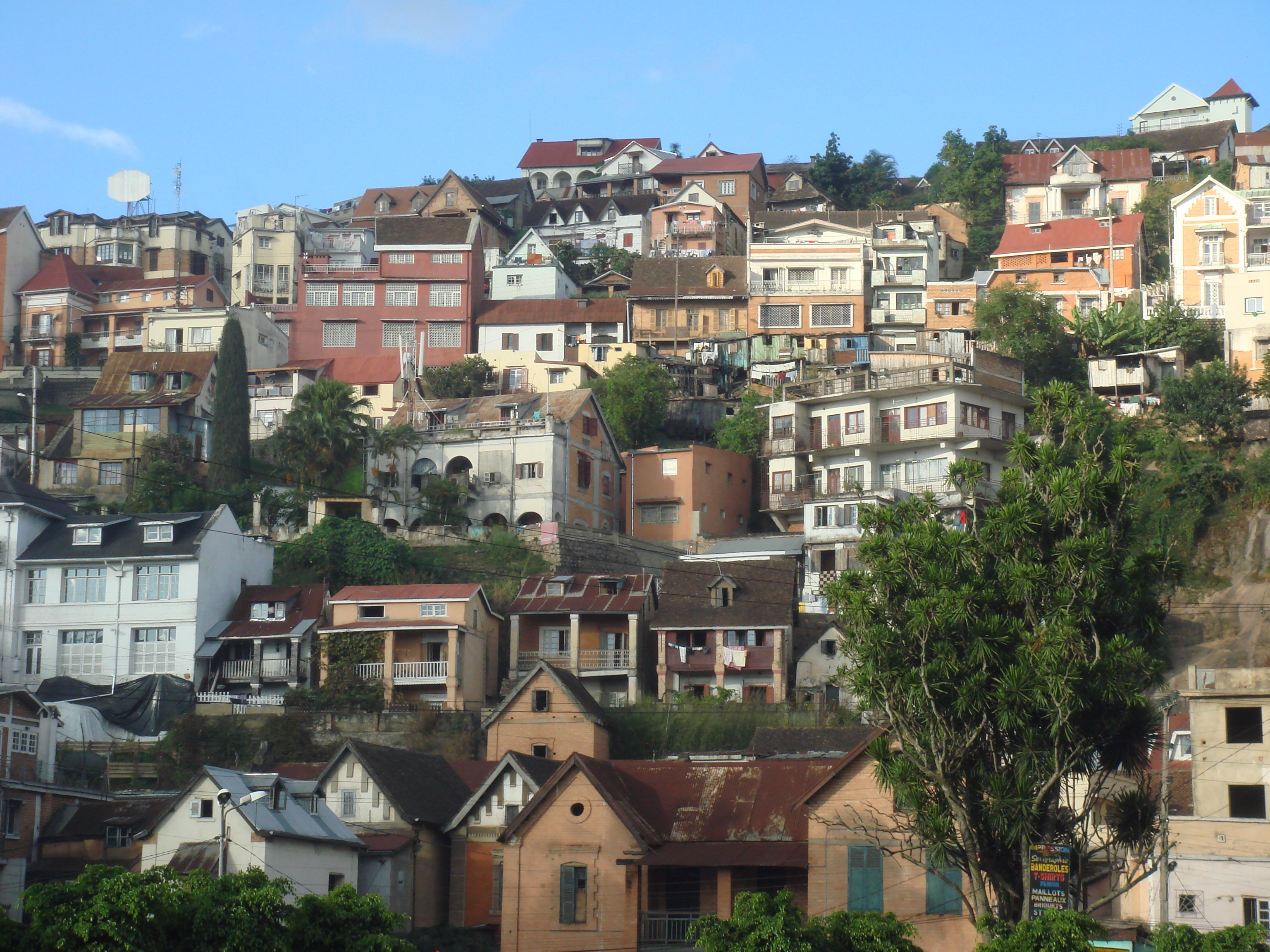
Domy

## Miasta partnerskie
- Erywań, Armenia
- Suzhou, Chińska Republika Ludowa
- Seattle, Stany Zjednoczone
- Fontenay-aux-Roses, Francja